# Aree urbane marginali
L'espressione aree urbane marginali traduce la più nota forma inglese "Distressed Urban Areas" ed indica situazioni di sottosviluppo in contesti sviluppati; secondo la definizione data dall'OCSE, queste sono aree che si trovano all'interno di città nelle quali sono presenti notevoli condizioni di arretratezza rispetto alla città stessa e alla media nazionale. In queste zone sono presenti problemi che fanno in modo che servizi, livelli di vita e risorse, considerati normali nel resto della città, siano qui assenti o pesantemente limitati.

## Caratteristiche
- Standard di vita inferiori alla media nazionale e urbana.
- Arretratezza multidimensionale, che comprende cioè vari ambiti della vita sociale (disoccupazione, criminalità, degrado sociale ed ambientale, bassi livelli di alfabetizzazione.
- Queste aree sono facilmente riconoscibili, cioè si distinguono a vista d'occhio dal resto della città sia da coloro che vi abitano, sia dai non residenti.
- Presenza di circoli viziosi che perpetrano queste condizioni di sottosviluppo